# Viktor Heideloff

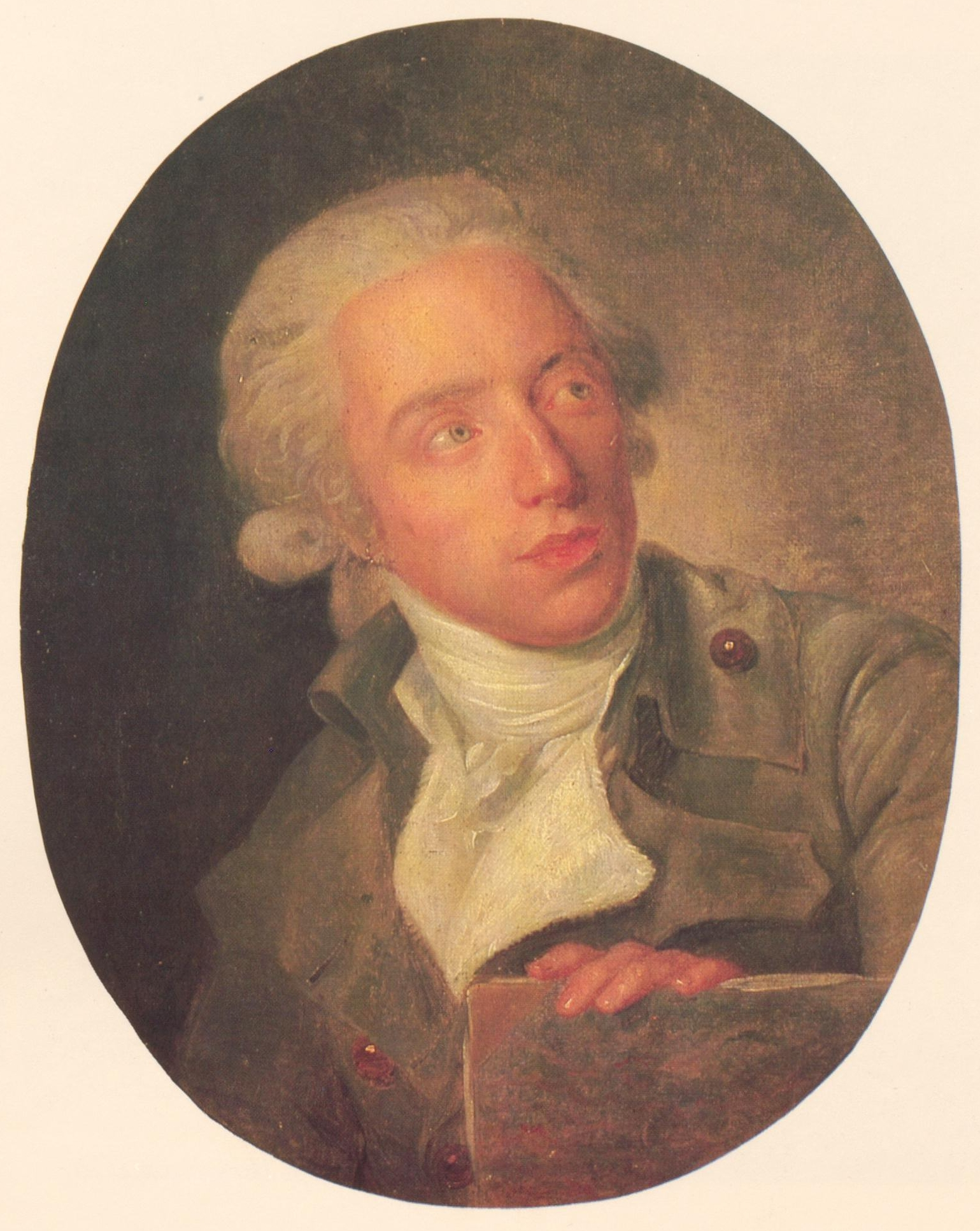
Viktor Heideloff.

Viktor Wilhelm Peter Heideloff (getauft 29. Juni 1757 in Stuttgart; † 11. Mai 1817 in Stuttgart) war ein deutscher Maler. Unter dem württembergischen Herzog Carl Eugen arbeitete er vor allem als Dekorationsmaler für Theater und Hoffeste und als Maler von Wand- und Deckengemälden für die herzoglichen Schlösser. Außerdem war er Professor für Malerei an der Hohen Karlsschule. Der Nachwelt bekannt wurde Heideloff vor allem durch über 50 Einzelansichten des ehemaligen Englischen Dorfs in Hohenheim in Stuttgart.

## Leben
Viktor Heideloff wurde am 29. Juni 1757 in Stuttgart als eines von acht Kindern des württembergischen Hofvergolders Carl Heideloff und der Tanzmeistertochter Theresia Malterre getauft. Sein Großvater war der Bildhauer Franz Joseph Ignatz Anton Heideloff.
Viktor Heideloff besuchte ab 1771 bis 1780 die Hohe Karlsschule in Stuttgart. Zu seinen Lehrern gehörten Nicolas Guibal, Adolf Friedrich Harper und der Theatermaler Giosuè Scotti. Zu seinen Mitschülern gehörten Friedrich Schiller, der Bildhauer Johann Heinrich Dannecker, der Offizier Georg Friedrich Scharffenstein sowie die Maler Philipp Friedrich von Hetsch, Philipp Jakob Scheffauer und Jakob Christian Schlotterbeck. In den Jahren 1776 bis 1780 erhielt Heideloff insgesamt 5 Wettbewerbspreise der Karlsschule. Nach Abschluss der Schule wurde er zum Hofmaler ernannt. Auf Heideloffs Gesuch genehmigte Herzog Carl Eugen ihm in der Zeit von Ende 1782 bis 1785 Studienaufenthalte in Paris, Lyon, Marseille und Italien, unter Fortzahlung seiner jährlichen Besoldung von 400 Gulden.

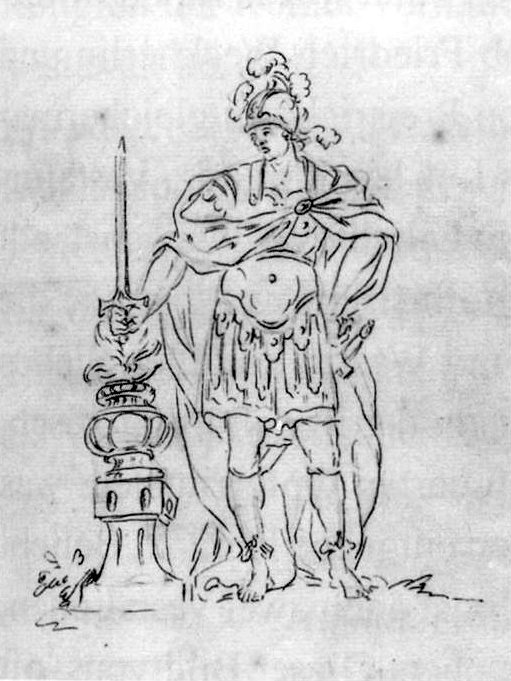
Mucius Scaevola, Skizze nach einem nicht prämierten Beitrag zum Wettbewerb der Hohen Karlsschule 1775.
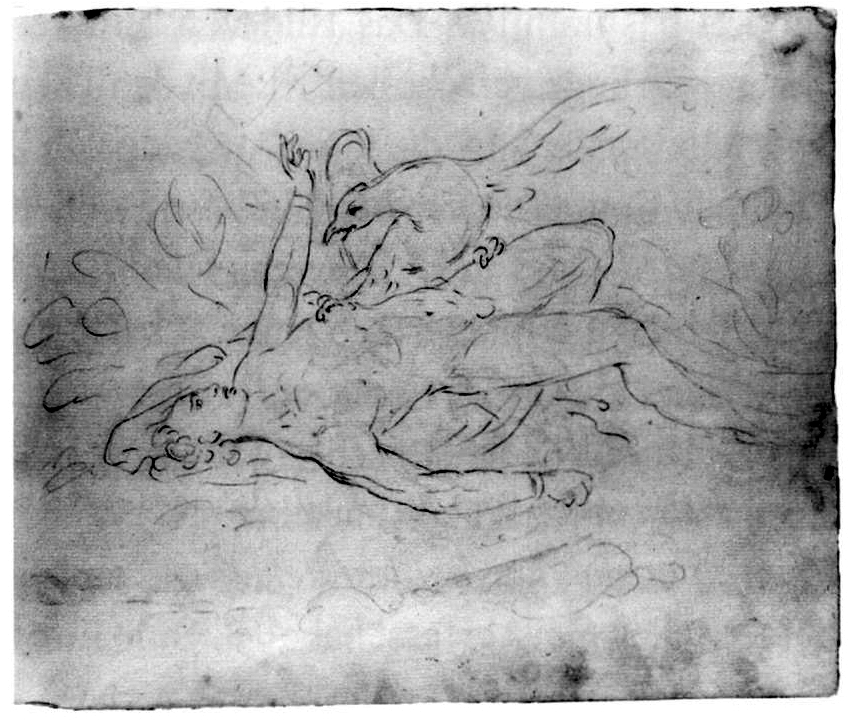
Der an den Kaukasus gefesselte Prometheus, Skizze nach dem prämierten Beitrag zum Wettbewerb der Hohen Karlsschule 1776.
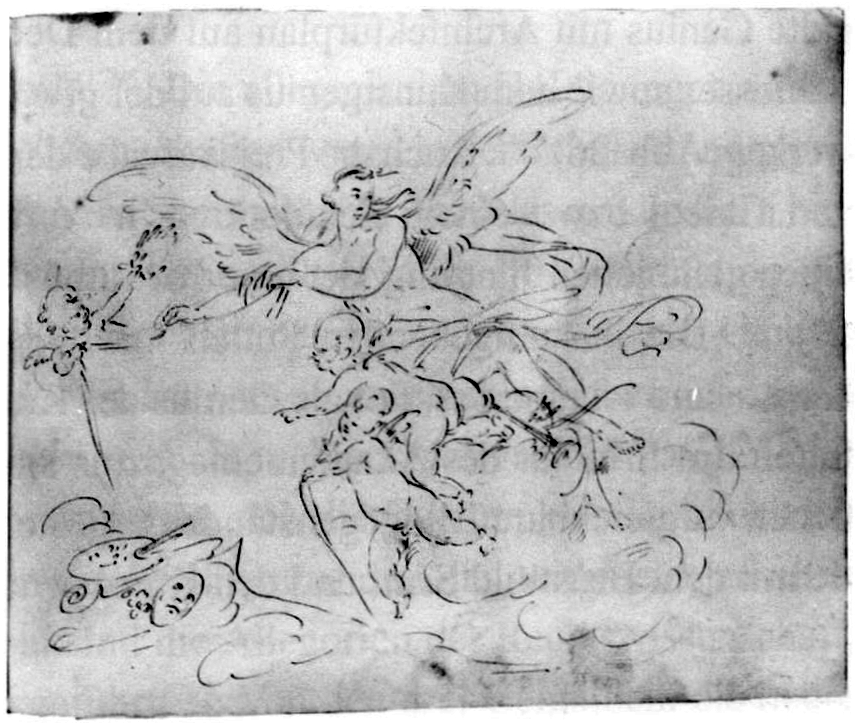
Allegorie auf den Ruhm der Malerei, 1776–1780.
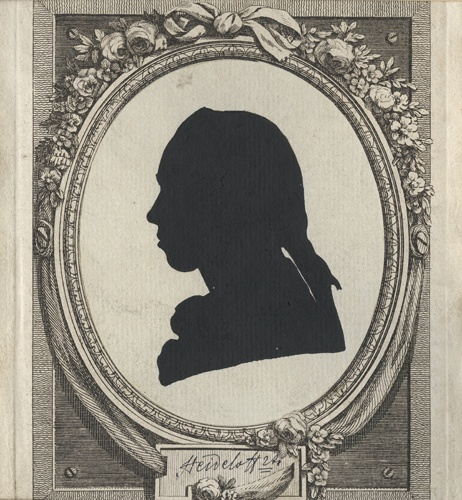
Viktor Heideloff als Karlsschüler.

Von 1786 bis 1793 war Heideloff Mitglied der Residenzbaudeputation. 1788 wurde er mit 600 Gulden Gehalt als Theatermaler angestellt. 1789 wurde er zum Professor für Malerei und Zeichnungskunst an der Karlsschule ernannt, wo er bis zu deren Auflösung 1794 mit einem Gehalt von 800 Gulden angestellt war. Seit 1804 war Heideloff teilweise erblindet. Er verlor seine Pension und musste zuletzt sein Leben in ärmlichen Verhältnissen fristen. Viktor Heideloff starb am 11. Mai 1817 in Stuttgart im Alter von fast 60 Jahren.

## Werk
Viktor Heideloffs Tätigkeit erstreckte sich vorzugsweise auf Dekorationsmalereien für das Theater und die Hoffeste sowie Wand- und Deckengemälde für Herzog Carl Eugens Schlösser. Der Nachwelt bekannt wurde Heideloff vor allem durch über 50 Einzelansichten des Englischen Dorfs und die Zeichnung „Schiller liest fünf Mitschülern aus ‚Die Räuber’ vor“.

### Ansichten des Englischen Dorfs
Als Englisches Dorf wurde der Park auf dem Gelände des heutigen Exotischen Gartens in Hohenheim bezeichnet, der mit seinen 60 Kleinarchitekturen eine ländliche Kolonie inmitten der Ruinen einer römischen Stadt darstellen sollte. Zwischen 1790 und 1797 schuf Viktor Heideloff Einzelansichten des Englischen Dorfs, vereinzelt auch andere Hohenheim-Ansichten, zum Beispiel von Schloss Hohenheim. 1790 erstellte er noch zu Lebzeiten von Herzog Carl Eugen 50 farbige Gouachen, die in einem der Gebäude im Englischen Dorf, dem „Boudoir“ aufgehängt wurden und sich heute in der Sammlung der Staatlichen Schlösser und Gärten Baden-Württemberg im Schloss Ludwigsburg befinden. Nach Carl Eugens Tod veröffentlichte Heideloff 1795 mit Genehmigung von dessen Nachfolger ein Sammelalbum mit 38 kolorierten Kupferstichen. 1797 lieferte er drei Hefte aus mit je zwei „inneren Ansichten der Gebäude und Gartenpartien in Hohenheim“. Von 1795 bis 1799 veröffentlichte Gottlob Heinrich Rapp in dem „Taschenkalender für Natur- und Gartenfreunde“ in 5 Fortsetzungen eine „Beschreibung des Gartens in Hohenheim“ mit 45 Schwarzweißreproduktionen von Stichen nach Heideloffs Zeichnungen.
- 50 Gouachen mit Ansichten des Englischen Dorfs in Hohenheim, 1790, mit Goldrahmen, meist rund oder oval.
- Viktor Heideloff: Ansichten des herzoglich-würtembergischen Landsizes Hohenheim / nach der Natur gezeichnet von V. Heideloff und durch kurze Beschreibungen erlaeutert. Frauenholz, Nürnberg 1795–1800 (Digitalisat).
- Viktor Heideloff: Merkwürdigste innere Ansichten der Gebäude und Gartenpartien in Hohenheim, Heft 1–3. Frauenholz, Nürnberg 1797[5] (Digitalisat).
- Viktor Heideloff:  Grund-Riss der englischen Anlage von Hohenheim. Frauenholz, Nürnberg 1795 (Digitalisat).
- Gottlob Heinrich Rapp: Beschreibung des Gartens in Hohenheim. In: Taschenkalender auf das Jahr … für Natur- und Gartenfreunde. Mit Abbildungen von Hohenheim und andern Kupfern. Tübingen : Cotta, 1794–1798, Nachdruck Stuttgart : Lithos-Verlag, 1992–1998. – Mit 45 Kupferstichen verschiedener Stecher nach Heideloffs Zeichnungen.

### Andere Werke
- 1778: Schiller liest fünf Mitschülern aus „Die Räuber“ vor, Zeichnung.
- 1780: „Le soir suspend tous les travaux“, rundes Deckengemälde nach einem Entwurf von Nicolas Guibal, Stuttgart, Neues Schloss.[6]
- 1781: Bühnenvorhang des Komödienhauses in Ulm.
- 1782: Festjagen am Bärensee am 24. September 1782.
- 1785: Herzog Carl Eugen beim Bau von Schloss Hohenheim 1785.
- 1790: „Apoll unter den Hirten“, Deckengemälde, Stuttgart, Neues Schloss, 1790, im Zweiten Weltkrieg zerstört.[7]
- 1790: Vier Jahreszeiten, Wand- oder Deckengemälde, Stuttgart, Neues Schloss.[8]
- 1792: „Der hl. Valentin segnet die Kinder“, Ölbild, Rottweil, Heiligkreuzkirche, 2. Kapelle an der Nordseite.[9]
- 1841: Wasserfarbenmalerei von Joseph Neher[10] mit Heideloffschen Ansichten des Englischen Dorfs an den Wänden des Spielhauses im Exotischen Garten, Restaurierung 1976.[11]

## Familie

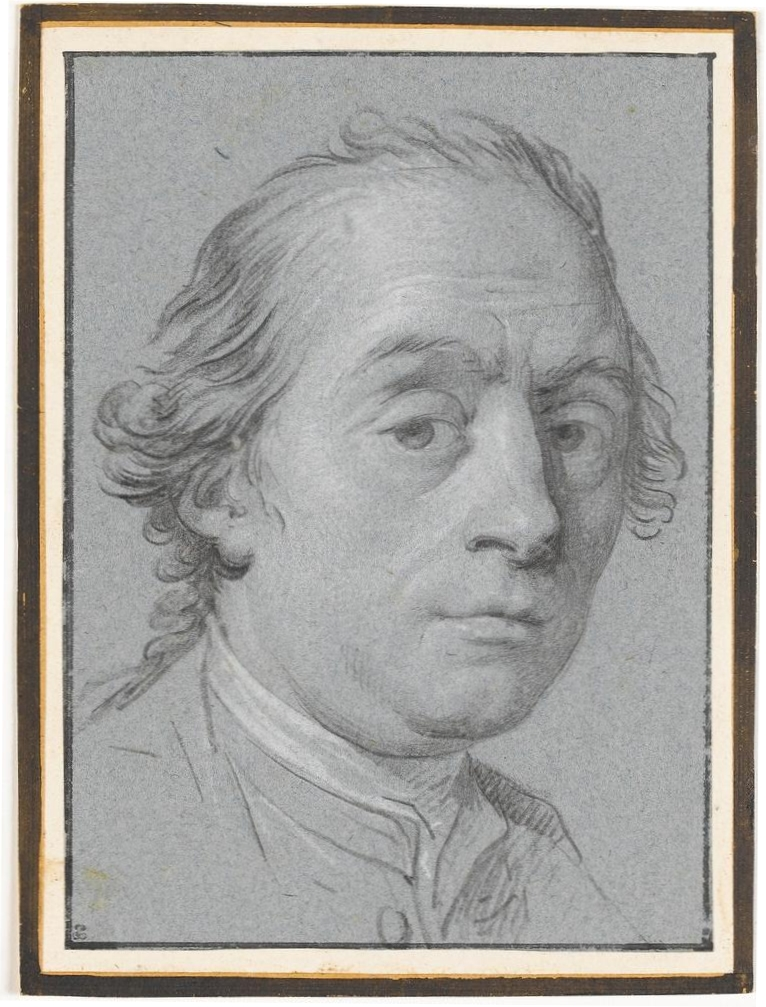
Heideloffs Vater Carl Heideloff.

Der Stammvater der Künstlerfamilie Heideloff war der Bildhauer Franz Joseph Ignatz Anton Heideloff (1676–1772). Einer seiner Söhne war Viktor Heideloffs Vater, der Stuttgarter Hofvergolder Carl Heideloff  (1737–1803). Seine Mutter war Theresia Malterre (1731–1779), eine Tochter von Peter Heinrich Malterre (oder Malter), der als Tanzmeister an der Karlsschule angestellt war. Unter den 8 Kindern des Ehepaars waren die Söhne Viktor Heideloff, der Kupferstecher Nikolaus Heideloff, der Bildhauer und Maler Heinrich Heideloff, der Maler Carl Heideloff (1770–1816) und der Maler und Vergolder Jean Heideloff.
Viktor Heideloff heiratete 1788 Maria Nanetta Keim (* 1766) aus Ludwigsburg. Sie war die Tochter des Baumeisters und Theatermaschinisten Johann Christian Keim (oder Keym) und von Maria Juliana Pellhammer aus Regensburg. Aus der Ehe gingen zwischen 1789 und 1800 fünf Kinder hervor, darunter der Architekt Carl Alexander Heideloff und der Maler und Kupferstecher Manfred Heideloff (1793–1850).